# Olba (Spanyolország)
Olba, Aragon település Spanyolországban, Teruel tartományban.  Lakosainak száma 294 fő (2024).

## Népesség
A település népessége az utóbbi években az alábbiak szerint változott:
| Lakosok száma | 213  | 230  | 227  | 231  | 249  | 263  | 227  | 228  | 266  | 294  |
|               | 2001 | 2004 | 2007 | 2009 | 2012 | 2014 | 2017 | 2019 | 2022 | 2024 |